# Irene Khan

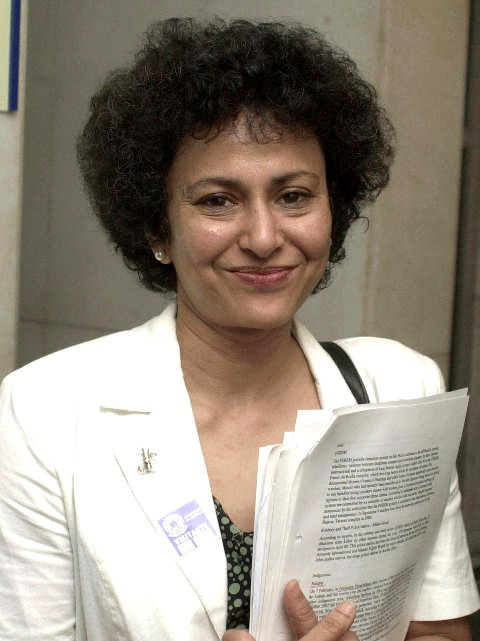
Irene Khan, November 2003

Irene Zubaida Khan (bengalisch আইরিন জুবাইদা খান; * 24. Dezember 1956 in Dhaka) ist eine Juristin, Menschenrechtsaktivistin und Autorin aus Bangladesch. Von August 2001 bis Dezember 2009 war sie die siebte internationale Generalsekretärin von Amnesty International (AI). Sie war die erste Frau und die erste Person muslimischer Religion und asiatischer Herkunft in diesem Amt. Zuvor war sie beim UNO-Flüchtlingskommissariat UNHCR tätig.
Seit 1. August 2020 ist sie Sonderberichterstatterin für Meinungsfreiheit im Amt des Hohen Kommissars der Vereinten Nationen für Menschenrechte (OHCHR).

## Leben

### Die ersten Jahre
Irene Khan wuchs im damaligen Ostpakistan in einer reichen Familie auf. Ihr Vater Sikander Ali Khan, ein bengalischer Muslim, war Arzt, sie hat zwei Schwestern. 
Von 1964 bis 1972 besuchte sie eine private englisch-katholische Mittelschule, die sich an Muslime, Hindus und Buddhisten richtet. 
Der Bangladesch-Krieg im Jahr 1971, der zur Gründung Bangladeschs führte, prägte ihre Sichtweise.
Zu Zeiten der Hungersnöte in Bangladesch, von 1973 bis 1975, bei denen durch Umverteilung der Ernte an die Städter eine Million Menschen der ländlichen  Bevölkerung starben, suchte sie in Nordirland ein katholisches Internat auf, während ihre Schwester dort eine öffentliche Schule besuchte.
An der Universität Manchester studierte sie das Fachgebiet Jura. In den USA setzte sie ihr Studium an der Harvard Law School, welche auf Völkerrecht und Menschenrechte spezialisiert ist, fort. 
Khan beteiligte sich an der Gründung der Entwicklungsorganisation Concern Universal im Jahre 1977 und begann im Jahre 1979 ihre Arbeit als Menschenrechtlerin in der International Commission of Jurists.

### Karriere bei der UNO
Ab 1980 arbeitete sie für den Hohen Flüchtlingskommissar (UNHCR) der Vereinten Nationen. Von 1991 bis 1995 war Khan Senior Executive Officer von Sadako Ogata, der Hohen Flüchtlingskommissarin. Sie wurde im Jahre 1995 zum UNHCR Chief of Mission von Indien ernannt. Damit war sie zu dieser Zeit die jüngste UNHCR Vertreterin eines Landes. Drei Jahre später leitete Khan die Zentrale der UNHCR für Forschung und Dokumentation (engl.: UNHCR Centre for Research and Documentation). Während des Kosovokrieges 1999 leitete Khan die UNHCR-Arbeitsgruppe in Mazedonien. Ein Jahr später wurde sie zur stellvertretenden Direktorin für internationalen Schutz (Deputy Director of International Protection) ernannt.

### Karriere bei Amnesty International

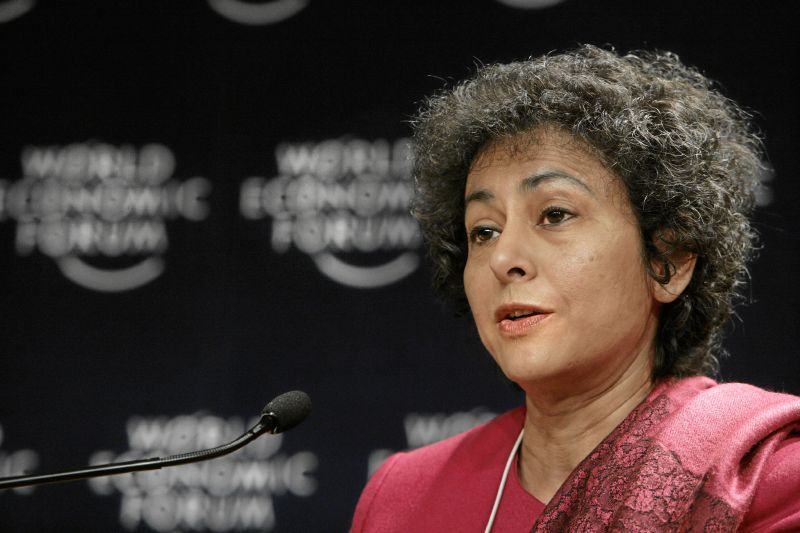
Irene Khan beim World Economic Forum 2007

Im August 2001 wurde Khan als Nachfolgerin von Pierre Sané Generalsekretärin bei Amnesty International. Sie ist die erste Frau, die erste Person asiatischer Abstammung und die erste Person muslimischer Religionszugehörigkeit, welche die Position eines Amnesty International Generalsekretärs innehat.
Sie übernahm die Führungsrolle von Amnesty, als die Organisation in ihrem 40. Jubiläumsjahr eine Reihe von Veränderungen und Erneuerungen durchlief, um sich den gegenwärtigen Menschenrechtsverletzungen und den schwerwiegenden Entwicklungen in der Folge des 11. Septembers anzupassen.
In ihrem ersten Amtsjahr reformierte sie das Verhalten Amnestys in Krisensituationen. Sie führte persönlich hochbrisante Missionen nach Pakistan während der Bombenangriffe in Afghanistan, nach Israel, nachdem die Israelis Jenin besetzten, oder nach Kolumbien vor den Präsidentschaftswahlen im Mai 2003.
Im Dezember 2009 trat sie als Generalsekretärin von Amnesty International zurück.
Kritik lösten die erhöhten Bezüge für ihr letztes Dienstjahr 2009 aus, als ihr laut dem Amnesty-Finanzbericht 2009/2010 vier Mal mehr als 2008 gezahlt wurde (533.103 Pfund, d. h. ca. 632.000 Euro). Eine entsprechende Geheimklausel in ihrem Vertrag, die Khan eingefordert und erhalten habe, wurde im Februar 2011 bekannt.
Seit Mai 2010 arbeitet sie u. a. für die Tageszeitung The Daily Star in Bangladesch. Darüber hinaus gehört sie dem Board des Zentrums für humanitären Dialog an.

## Auszeichnungen
- Sydney Peace Prize (2006)

## Schriften
- The Unheard Truth: Poverty and Human Rights (2009, deutsche Übersetzung: Die unerhörte Wahrheit: Armut und Menschenrechte, 2010, ISBN 978-3-10-041514-1)